# Gefreiter

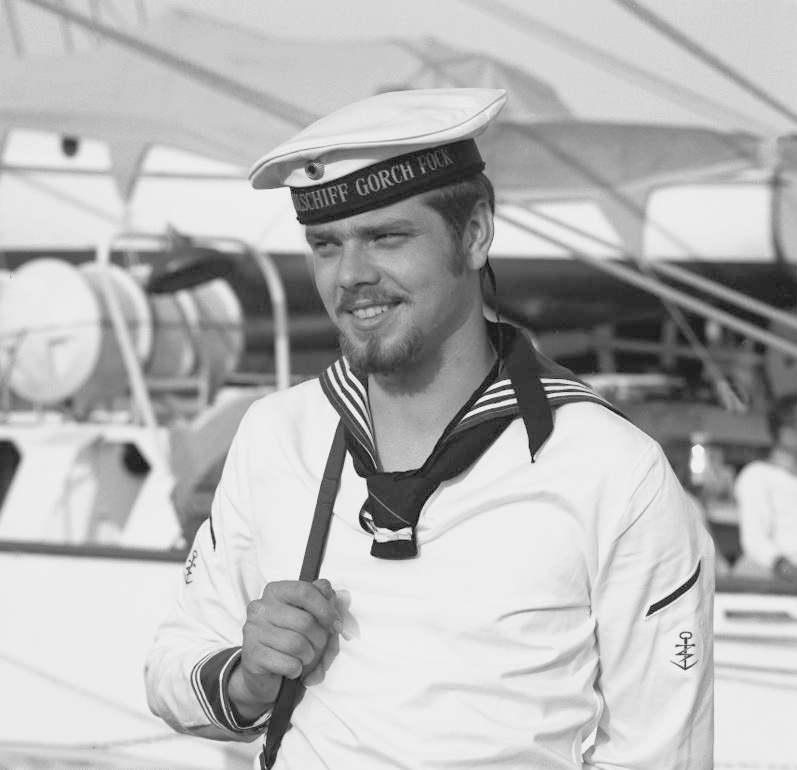
Gefreiter der deutschen Marine

Gefreiter ist ein militärischer Dienstgrad der Bundeswehr, des Bundesheeres, der Schweizer Armee, des Russischen Heeres und früherer Streitkräfte.

## Etymologie
Die Bezeichnung „Gefreiter“ bedeutet „befreit [von einem Dienst] sein“ oder „frei sein“. Befreit waren die Gefreiten früherer Streitkräfte im Gegensatz zum gemeinen Soldaten vom Wachestehen.

## Bundeswehr
Der Dienstgrad Gefreiter wird durch den Bundespräsidenten mit der Anordnung des Bundespräsidenten über die Dienstgradbezeichnungen und die Uniform der Soldaten auf Grundlage des Soldatengesetzes festgesetzt.

### Befehlsbefugnis und Dienststellungen
In der Bundeswehr ist der Gefreite ein Mannschaftsdienstgrad, der gemäß der Zentralen Dienstvorschrift (ZDv) A-1420/24 „Dienstgrade und Dienstgradgruppen“ zur Dienstgradgruppe der Mannschaften zählt. Aufgrund der Zugehörigkeit zur Dienstgradgruppe der Mannschaften können Gefreite auf Grundlage des § 4 („Vorgesetztenverhältnis auf Grund des Dienstgrades“) der Vorgesetztenverordnung niemandem allein auf Grund ihres Dienstgrades Befehle erteilen. Wie alle Mannschaftsdienstgrade können sich Gefreite auch in Notlagen nicht selbst zu Vorgesetzten gemäß § 6 („Vorgesetztenverhältnis auf Grund eigener Erklärung“) der Vorgesetztenverordnung erklären.
Gefreite haben in der Regel die Grundausbildung durchlaufen und somit grundlegende militärische und dienstliche Grundsätze erlernt. In der Grundausbildung erfolgte in der Regel bereits die Ausbildung zum Sicherungs- und Wachsoldaten, so dass Gefreite als Wachsoldaten eingeteilt werden. Soldaten der Laufbahn der Mannschaften durchlaufen im Dienstgrad Gefreiter meist eine für die vorgesehene Verwendung vorgesehene, häufig lehrgangsgebundene Spezialgrundausbildung. Nach Abschluss dieser Ausbildung werden Gefreite der Laufbahngruppe der Mannschaften beispielsweise als Kraftfahrer, als Infanterist, als Bediener von Waffensystemen (z. B. als Richtschütze gepanzerter Fahrzeuge), als Mechaniker oder als Gehilfe in Stäben eingesetzt. Aufgrund dieser und ähnlicher Dienststellungen und ihrer fachlich meist eng begrenzten Aufgabenbereiche können Gefreite in den in der Vorgesetztenverordnung aufgezählten Fällen und in den dort genannten Grenzen allen dienstlich oder fachlich unterstellten Soldaten Befehle erteilen. In der Regel sind Gefreite aber nur sehr begrenzt Vorgesetzte zur Erfüllung fachlich und zeitlich eng umrissener Aufträge.

### Ernennung
Maßgebliche gesetzliche Grundlagen für die Ernennung zum Gefreiten trifft die Soldatenlaufbahnverordnung (SLV) und ergänzend die Zentrale Dienstvorschrift (ZDv) 20/7. Zum Gefreiten können Zeitsoldaten, freiwillig Wehrdienstleistende sowie beorderte Reservisten aller Laufbahnen ernannt werden. Soldaten können drei Monate nach Eintritt in ein Dienstverhältnis der Bundeswehr zum Gefreiten ernannt werden.

### Besoldung
Ein Soldat auf Zeit im Dienstgrad Gefreiter erhält eine Besoldung nach Besoldungsgruppe A 3 der Bundesbesoldungsordnung A mit Amtszulage. Ein Freiwillig Wehrdienst Leistender erhält stattdessen Wehrsold nach dem Wehrsoldgesetz (WSG), ein Reservistendienst Leistender Leistungen nach dem Unterhaltssicherungsgesetz (USG).

### Dienstgradabzeichen
Das Dienstgradabzeichen für Gefreite zeigt einen Schrägstreifen auf beiden Schulterklappen bzw. für Marineuniformträger in der Regel auf den Oberärmeln. Bei allen drei Teilstreitkräften führten die damals nur bis zum Hauptgefreiten reichenden Mannschaftsdienstgrade die Rangabzeichen usw. ursprünglich auf den Oberärmeln. Im Frühjahr 1974 rückten diese beim Dienst- und Ausgehanzug von Heer und Luftwaffe auf die Schulterklappen.
Die Schrägbalken werden im Soldatenjargon als „Pommes“ oder „Fritte“ bezeichnet; die entsprechenden Gefreitendienstgrade als „Ein-/Zwei-/Drei-“ usw. „Pommes-“  bzw. „Fritten-Generale“.

### Geschichte
Die Bundeswehr führte den Dienstgrad bei ihrer Gründung 1955 ein. Bis 1996, als der Grundwehrdienst auf 10 Monate und die Beförderungszeiten im Rahmen des Attraktivitätssteigerungsprogramms verkürzt wurden, fand in der Bundeswehr die Beförderung zum Gefreiten erst nach einem halben Jahr statt. Gerade in Kampfkompanien schieden die Soldaten auch als Gefreite der Reserve aus. Die Beförderung zum Ober- oder Hauptgefreiten war nicht obligatorisch. Inzwischen erfolgt in der Regel nach drei Monaten die Beförderung zum Gefreiten und nach sechs Monaten die Beförderung zum Obergefreiten. In der Konsequenz ist die historisch herausragende Bedeutung des Gefreiten als ein mit besonderen Aufgaben betrauter Mannschaftsdienstgrad auf die Dienstgrade vom Hauptgefreiten an aufwärts übergegangen.

### Äquivalente, nach- und übergeordnete Dienstgrade
Den Dienstgrad Gefreiter führen sowohl Heeres-, Luftwaffen- als auch Marineuniformträger. In den Streitkräften der NATO ist der Gefreite zu allen Dienstgraden mit dem NATO-Rangcode OR-2 äquivalent.
In der Laufbahngruppe der Mannschaften ist der Gefreite gemäß ZDv 20/7 über dem rangniedrigeren Soldat (Soldat ist kein Dienstgrad, sondern die  Sammelbezeichnung für mehrere Dienstgradbezeichnungen für die rangniedrigsten Soldaten der Bundeswehr) und unter dem ranghöheren Obergefreiten eingeordnet.
| Mannschaftsdienstgrad |           |                    |
| Niedrigerer Dienstgrad |           | Höherer Dienstgrad |
| Jäger, Panzerschütze, Panzergrenadier, Kanonier, Pionier, Panzerpionier, Funker, Schütze, Flieger, Sanitätssoldat, Matrose      | Gefreiter | Obergefreiter      |
| Dienstgradgruppe: Mannschaften – Unteroffiziere o.P. – Unteroffiziere m.P. – Leutnante – Hauptleute – Stabsoffiziere – Generale |           |                    |

## Bundesheer
Im Österreichischen Bundesheer zählt der Gefreite zu den Chargendienstgraden (Verwendungsgruppe MZCh). Es besteht die Möglichkeit, noch während der Grundwehrdienstzeit zum Gefreiten befördert zu werden. Grundwehrdiener, die sich als besonders engagiert erwiesen haben, können diesen Dienstgrad erhalten (meist nach dem fünften Monat, vor der Wehrdienstverkürzung war es nach dem 7. Monat). Es ist jedoch von der jeweiligen Einheit abhängig, ob diese Beförderung während des Grundwehrdienstes wirklich durchgeführt wird. Generell gilt die Regel, dass eine Beförderung zum Gefreiten nur nach strengem Maßstab vorzunehmen ist, um „eine breitflächige Verbreitung [dieses] Dienstgrades hintan zu halten“.

Das Abzeichen zeigt ein stilisiertes Alpen-Edelweiß, eine Alpenblume, die in höheren Gebirgslagen vorzufinden ist und in Österreich traditionell in vielen Bereichen von symbolischer Bedeutung ist.
Soldaten, die in der Ausbildung zum Unteroffizier (HUAK) oder zum Offizier (EF) stehen, tragen eine eigene Version des Dienstgrades mit silberfarbenem Querbalken am Oberrand. Diesen gibt es nur für den Dienstanzug 75/03.
| Niedrigerer Dienstgrad Rekrut                                                                                        | Dienstgrad Gefreiter | Höherer Dienstgrad Korporal |
| Einordnung: Rekruten – Chargen – Unteroffiziere – Offiziere Alle Dienstgrade auf einen Blick: Bundesheer-Dienstgrade |                      |                             |

## Schweizer Armee
In der Schweizer Armee ist der Gefreite (kurz: Gfr) ein Mannschaftsdienstgrad, der zur Gruppenführer-Stellvertretung befähigt. Im Gegensatz zu anderen Armeen wird ein Soldat nicht automatisch nach einigen Monaten Dienstzeit zum Gefreiten. Voraussetzung zur Beförderung sind eine Mindestqualifikation von sehr gut und mindestens 20 Tagen Ausbildungsdiensten in den Formationen. Die Beförderung wird durch den Kompaniekommandanten vorgenommen. Den Grad können Soldaten erhalten, die z. B. hohe Kompetenz im Umgang mit den anvertrauten technischen Mitteln beweisen oder andere Fähigkeiten aufweisen, die den Grad rechtfertigen. Der Gefreite erhält einen höheren Sold (8.50 anstatt 7.50 Fr. pro Tag), das Dienstgradabzeichen zeigt zwei Schrägbalken.
In Auslandseinsätzen wird er als Private bzw. Private E-2 bezeichnet (Pte). NATO-Rangcode: OR-2. Eine Verwechslung mit dem Obergefreiten der deutschen Bundeswehr ist möglich.
| Niedrigerer Grad Soldat | Mannschaftsgrad Gefreiter | Höherer Grad Obergefreiter |
| Einordnung: Mannschaften – Unteroffiziere – Höhere Unteroffiziere – Subalternoffiziere – Hauptleute – Stabsoffiziere – Höhere Stabsoffiziere – Oberbefehlshaber der Armee Alle Grade auf einen Blick: Grade der Schweizer Armee |                           |                            |

## Russisches Heer
In Russland wurde der Dienstgrad des Gefreiten (russ. ефре́йтор; gespr. jefreitor) unter Peter I. durch das Militärstatut von 1716 bei der Infanterie, Kavallerie und den Pioniertruppen eingeführt. Der Rang hat sich jedoch nicht durchgesetzt und wurde in der 1722 eingeführten Rangtabelle nicht mehr verwendet, jedoch im Zuge der Militärreform 1826 wieder eingeführt. Seit Februar 1918 wurden in Sowjetrussland alle Dienstgrade des „alten Regimes“, einschließlich des Gefreiten, als „konterrevolutionär“ abgeschafft. Der Rang eines Gefreiten wurde in der Roten Armee der UdSSR erst 1940 wieder eingeführt. In den sowjetischen Streitkräften (und später der Russischen Föderation) ist der Gefreiter ein militärischer Dienstgrad oberhalb des Rjadowoj und unterhalb des Mladschij Serschant.
Siehe auch: Dienstgrade der russischen Streitkräfte

## Frühere deutsche Streitkräfte

### Landsknechte und Söldner der Frühen Neuzeit
Der Gefreitenposten kam in den Landsknechtsheeren auf, zu Beginn der Frühen Neuzeit. Zu gefreyten Knechten wurden besonders zuverlässige und erfahrene Landsknechte ernannt. Sie führten die Wache auf und wurden im Gefecht an besonders kritischen Punkten eingesetzt. Dafür waren sie vom unbeliebten Schildwache stehen befreit und fungierten stattdessen als Wachvorgesetzter und Rondengänger.
Johann Gustav Droysen analysierte 1875 in einem Aufsatz die Werke mehrerer frühneuzeitlicher Militärschriftsteller. Demnach war in den Soldtruppen zu Beginn des Dreißigjährigen Krieges der Posten des Gefreyten, zumindest theoretisch, adeligen Soldaten (Adelburschen bzw. Edelknaben) vorbehalten, analog den in Frankreich aufkommenden Lanspessades und Kadetten. Sie bildeten die Adelrotte oder gefreite Rotte. Neben ihrer traditionellen Aufgabe als Wachvorgesetzter, war ihnen in der Schlacht der Schutz des Fähnrichs und der Kompaniefahne zugedacht. Sie stellten auch den Unterfähnrich, der sich auf dem Marsch mit dem Fähnrich beim Tragen der Fahne abwechselte. In vakante Befehlshaberstellen der Kompanie sollten bevorzugt Gefreyte befördert werden. Gemäß dem Militärschriftsteller Johann Jacobi von Wallhausen sollten idealtypisch 9 bis 15 Gefreyte je Kompanie etaisiert werden, abhängig davon, ob die Kompanie 300 oder nur 200 Köpfe zählte. Ihr Sold lag zwischen jenem des Corporals und dessen Stellvertreters, dem Landpassaten bzw. Commendors. Dafür hatten sie im ersten Glied zu kämpfen und gefährliche Vorposten zu übernehmen. In der Korporalschaft (drei Korporalschaften bildeten, so Wallhausen, eine Kompanie) war ihm der Landpassat vorgesetzt. Fallweise ersetzte der Gefreyte den Rottmeister als Anführer einer aus etwa sechs Gemeinen bestehenden Rotte. Ihr direkter Vorgesetzter war der Corporal von Gefreyten bzw. der Gefreitenkorporal, der gleich nach dem Cherganten bzw. Feldweibel rangierte. Die Denkansätze Wallhausens und anderer militärtheoretischer Schriftsteller genossen unter Zeitgenossen teilweise hohes Ansehen, wurden aber nicht überall, und dann oft nur unvollständig, umgesetzt. Entsprechend blieb der Posten des Gefreyten in der weiteren Entwicklung keineswegs nur Adeligen vorbehalten.
In den deutschen Territorialheeren des späten 17. und 18. Jahrhunderts, wie etwa der Kaiserlichen Armee oder der Reichsarmee, stellten die Gefreiten das erste Glied einer Kompanie, jeder Gefreite war Führer einer Rotte.

### Streitkräfte des Deutschen Kaiserreichs

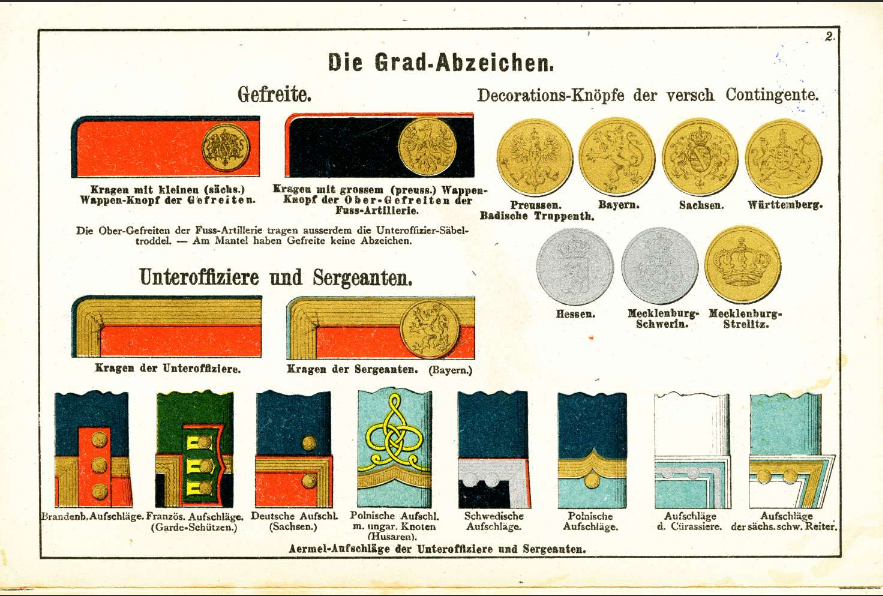
Deutsches Heer, 1899. In der oberen Reihe die Auszeichnungsknöpfe der Gefreiten und Obergefreiten

In der Preußischen Armee wurde der Dienstgrad ab 1807 auch für die Kavallerie eingeführt. Mit der Ausnahme des Obergefreiten der Fußartillerie (seit 1846 bzw. 1859) blieb er bis 1918 der einzige Mannschaftsdienstgrad im preußischen bzw. Deutschen Heer. Äußeres Abzeichen war seit 1853 eine verkleinerte Version des Sergeantenknopfs, den bis dahin der im selben Jahr abgeschaffte (und 1859 wieder eingeführte) Obergefreite getragen hatte. Im Soldatenjargon entstand so die Bezeichnung Knopfsoldat.
In der Kaiserlichen Marine entsprach dem Dienstgrad Gefreiter der Obermatrose (Oberheizer, Obersignalgast, Obersanitätsgast etc.); Abzeichen war ein gelber Winkel auf dem linken Oberärmel der dunkelblauen Oberbekleidung bzw. ein blauer Armwinkel auf der weißen Oberbekleidung (Jacke, Kielerhemd).

### Reichswehr
Die Reichswehr brachte ab 1919, bedingt durch längere Dienstzeiten und höhere Spezialisierung, weitere Mannschaftsdienstgrade hervor. Für Soldaten, die nach Befähigung, Ausbildung und Dienstzeit Unteroffizier hätten werden können, für die aber keine entsprechende Planstelle verfügbar war – nach den Auflagen des Versailler Vertrags mussten sich Mannschaften/Unteroffiziere auf 12 Jahre Dienstzeit verpflichten und belegten eben so lange Beförderungsplanstellen – wurden „Zwischendienstgrade“ geschaffen. Damit hoffte man sie doch in gewisser Weise befördern und motivieren zu können. Es entstand eine informelle „Gefreitenlaufbahn“: Neben dem neuen Dienstgrad des Reichsheeres, Obersoldat (1920), wurden Obergefreiter (1919) und Stabsgefreiter (1927) allgemein eingeführt und später in der Wehrmacht beibehalten. Die Ernennung zum Matrosengefreiten war nicht zwingend vorgeschrieben. Bei Eignung erfolgte sie frühestens nach einem Jahr, die zum Obersoldaten (Oberschütze, Oberkanonier etc.) nach sechs Monaten.
In der Reichsmarine galten die Rangbezeichnungen analog. Eine Besonderheit bildete der Dienstgrad Obermatrose: Die bis Dezember 1920 vorhandenen Ranginhaber standen den Heeresgefreiten gleich, alle ab 1921 zu Obermatrosen beförderten Seeleute rangierten nur noch mit den Oberschützen des Heeres. Es ist anzunehmen, dass die Obermatrosen alter Art nach dem genannten Stichtag zu Gefreiten der Reichsmarine ernannt wurden. Bis zum 28. Januar 1935 besaß die Reichsmarine demnach fünf Mannschaftsdienstgrade: Matrose, Obermatrose, Gefreiter, Obergefreiter, Stabsgefreiter. Den Dienstgraden wurden die Laufbahnbezeichnungen wie Matrosen-, Funk-, Maschinen- usw. jeweils voran gesetzt.
Die Dienstgradbezeichnungen der „Alten Armee“ blieben nach 1918 erhalten, nur jene der Unteroffiziere änderten sich Anfang 1920. Die am 19. Januar 1919 verfügten „Vorläufigen Bestimmungen über die Bekleidung des Friedensheeres“ brachten zwar neue Rangabzeichen, ließen die Dienstgrade Gefreiter und Obergefreiter aber aus. Vermutlich trugen diese weiterhin ihre heraldischen Kragenknöpfe. Die Unteroffiziere und Offiziere unterschied jetzt ein System aus blauen Horizontalstreifen unterschiedlicher Breite, für Unteroffiziere auf dem linken Ober-, für Offiziere auf dem linken Unterärmel.
Diese Abzeichen blieben nicht lange in Tragung, denn die „Bestimmungen über die Bekleidung und Ausrüstung der vorläufigen Reichswehr“ (sic!) vom 5. Mai 1919 bestimmten nun als Rangabzeichen auf beiden Armen zu tragende silberfarbene Tressen. Gefreite und Obergefreiten legten den Kragenknopf ab und erhielten dafür ein gemeinsames Abzeichen: einen 1 cm breiten und 6 cm langen Querbalken auf dem Oberärmel. Entgegen der Vorschrift wurde dieser nicht auf beiden Oberärmeln getragen, sondern nur links, wie auch die Winkel der Unteroffiziere; vermutlich geschah dies aus Materialmangel. Dazu ein Paar feldgraue Schulterschnüre mit je zwei geflochtenen Schiebern, wie auch alle übrigen Wehrleute in Mannschaftsrängen (Unteroffiziere und Offiziere die Schnüre und Schieber in Silber, Generale in Gold). Die neuen Abzeichen galten als unpraktisch und wenig robust, so dass eine Verfügung vom 22. Februar 1920 eine weitere Änderung ankündigte. Die Neuanschaffung von Rangtressen und Schulterschnüren hatte zu unterbleiben, notfalls waren die Abzeichen der „Alten Armee“ weiterzutragen.
Tatsächlich aber kamen neue Rangabzeichen erst zum am 1. Januar 1921 auf, mit Gründung der Reichswehr. Beim Heer bestand das Rangabzeichen aus zwei mit der Spitze nach unten weisenden silberfarbenen Winkeln. Bei der Reichsmarine waren diese aus gelbem Tuch oder Tresse (auf blauem Hemd und Jacke) gefertigt oder aus blauem Tuch (weißes Hemd). Eine Luftwaffe existierte in Deutschland aufgrund des Verbots im Versailler Vertrag nicht. 

### Wehrmacht
In der Wehrmacht war Gefreiter ebenfalls ein Mannschaftsdienstgrad. In der Kriegsmarine (wie bereits in der späten Reichsmarine) wurden die Laufbahnbezeichnungen, wie bspw. Matrosen-, Funk- und Maschinen-, jeweils voran gesetzt, also Matrosengefreiter, Obersignalgefreiter (aber Marineartillerie- bzw. Kraftfahrerobergefreiter), Funkstabsgefreiter (nicht Stabsfunkgefreiter usw.!).
In der Kriegsmarine unterblieben zwischen dem 31. März 1934 und dem 31. Januar 1938 Neubeförderungen zum Gefreiten; als dessen Äquivalent entstand mit Verfügung vom 28. Januar 1935 der Oberstabsmatrose, unter dem der ebenfalls neue Dienstgrad Stabsmatrose rangierte. Letzterer stand zwischen dem Gefreiten und dem Oberschützen des Heeres (dem Oberschützen entsprach bei der Kriegsmarine zeitweilig der Obermatrose). Das änderte sich zum 1. Januar 1937, als der Stabsmatrose zum Äquivalent des früheren Matrosengefreiten aufrückte und der Oberstabsmatrose nun gleichstand mit einem Obergefreiten mit weniger als sechs Gesamtdienstjahren. Vor dem Oberstabsmatrosen rangierte ab diesem Zeitpunkt nun der Obergefreite mit einer Gesamtdienstzeit von mindestens sechs Jahren. An der Spitze der Mannschaftshierarchie stand (erneut) der Stabsgefreite.
Ab Februar 1938 glich sich das Gefüge der Mannschaftsdienstgrade der Kriegsmarine wieder jenem des Heeres an, indem Neubeförderungen nur noch in die Dienstgrade Gefreiter, Obergefreiter (neuer Art) und Hauptgefreiter erfolgten; für die vor dem 1. April 1934 eingestellten Mannschaften blieben, wie auch schon bei den vorher angeordneten Änderungen, die bisherigen Bezeichnungen und Abzeichen jedoch erhalten. Entsprechend herrschte zeitweilig ein kaum noch durchschaubares Nebeneinander alter und neuer Dienstgradbezeichnungen, die sich teilweise das gleiche Rangabzeichen teilten.
Zu einer letzten Änderung kam es in der Kriegsmarine im Juli 1940, als die Obergefreiten alter Art und Stabsgefreiten alter Art (gemeint waren die vor dem 1. April 1934 in ihren Dienstgrad beförderten Ober- bzw. Stabsgefreiten) in Stabsgefreite und Oberstabsgefreite neuer Art umbenannt wurden. Dies geschah unter Beibehaltung der bisherigen, auf dem linken Oberarm getragenen Dienstgradabzeichen (ein bzw. zwei geflochtene, mit der Spitze nach unten weisende Winkel, mit einem vierspitzigen Rangstern im Raum des oberen Winkels).
In der Luftwaffe zählte, seit deren Enttarnung am 1. März 1935, der Gefreite zu deren Mannschaftsgraden. Er ging aus dem Flieger-Gefreiten der Fliegerschaft des Deutschen Luftsportverbands (DLV) hervor, der dort auch als Hilfsflugzeugführer, Hilfsbordfunker oder Unterwart firmierte. Der Luftwaffen-Gefreite rangierte unmittelbar vor dem untersten Dienstgrad Flieger; eine Entsprechung des Heeres-Dienstgrades Oberschütze existierte nicht. Statt des Rangabzeichens seines DLV-Pendants, drei aluminiumfarbenen Schwingen auf beiden Kragenspiegeln, trug der Luftwaffen-Gefreite nur zwei Kragen-Schwingen. Die Kragenpatten waren in einer der jeweiligen Waffenfarben der Luftwaffe gehalten. Zusätzlich führte er auf dem linken Oberarm einen Winkel gemäß Heeresmuster, jedoch auf einer Unterlage aus Grundstoff, statt auf einer aus blaugrünem Tuch. Der Winkel waren aus aluminiumfarbener Tresse (Tuchrock, Fliegerbluse, Mantel), graublauer Borte (Drilchbluse, Arbeitsschutzanzug) oder dunkelbrauner Borte (Tropenhemd) gefertigt.
| Dienstgrad                                   |           |                      |
| niedriger: Obersoldat (H/Lw) Obermatrose (M) | Gefreiter | höher: Obergefreiter |

### Nationale Volksarmee
In der NVA und den Grenztruppen der DDR war der Gefreite der zweitniedrigste Dienstgrad der Mannschaften. Der Äquivalentdienstgrad der Volksmarine war der Obermatrose.
In der Regel wurden Soldaten nach einem Jahr Dienstzeit zu Gefreiten befördert. Da der Grundwehrdienst 18 Monate dauerte, erreichte die Mehrzahl der Wehrdienst Leistenden diesen Dienstgrad.
Die Stehzeit bis zur Beförderung zum nächsthöheren Dienstgrad betrug bis zu einem Jahr, und diese blieb in der Regel nur freiwillig Längerdienenden Soldaten vorbehalten.
| Dienstgrad        |                         |                       |
| niedriger: Soldat | Gefreiter (Obermatrose) | höher: Stabsgefreiter |

## FrühereGemeinsame ArmeeÖsterreich-Ungarns
In der k.u.k. Armee war die Titulation des Gefreiten nach Truppengattungen unterschiedlich: Bei den Jägern und in der Kavallerie rangierte mit ihm der Patrouilleführer, in der Artillerie entsprach ihm der Vormeister.

## Trivia
Der Ausdruck Gefreiter Dosenkohl hat in der Bundeswehr die Bedeutung von Otto Normalverbraucher und Max Mustermann. Lediglich die Marine verwendet das Pendant aus der Seefahrt Hein Janmaat.